# Vocalise no 2 de Roussel
Pour les articles homonymes, voir Vocalise (homonymie).
La Vocalise no 2 est une vocalise pour voix et piano d'Albert Roussel composée en 1928. Dans sa version pour instrument, elle est également connue sous le titre d'Aria.

## Présentation
La Vocalise no 2, pour voix (moyenne) et piano, est composée en 1928. Elle est notée « andante » ( = 60), à 
.
La partition est publiée en 1930 par les éditions Leduc au sein de la collection d'Amédée-Louis Hettich Répertoire moderne de Vocalises-Études, volume 10 (la vocalise de Roussel étant la no 99).
Sous le nom d'Aria, une transcription de la pièce est également publiée par l'éditeur, pour flûte ou hautbois, ou clarinette, ou violon, ou alto ou violoncelle, avec accompagnement de piano ou d'orchestre, dans une orchestration d'Arthur Hoérée. La version orchestrale requiert : 1 flûte, 1 clarinette, 1 basson, 1 trompette en ut, 1 cor en fa, célesta, triangle, 1 harpe, soprano, les cordes.
La version originale est créée le 13 avril 1929 à Paris, au « Festival Roussel », à l'ancien Conservatoire, par Régine de Lormoy (voix) et Pierre-Maire (piano). Elle est redonnée à Bruxelles, salle de musique de chambre du palais des Breaux-Arts, le 23 avril 1929, par Régine de Lormoy et Albert Roussel. La version orchestrale est créée le 17 décembre 1930, par Régine de Lormoy, sous la direction de Fernand Quinet.
Dans le catalogue des œuvres du compositeur établi par la musicologue Nicole Labelle, la pièce porte le numéro L 45.
La durée moyenne d'exécution de la Vocalise est d'un peu plus de deux minutes environ.

## Discographie
- Albert Roussel : les mélodies (intégrale) — Marie Devellereau (soprano), Yann Beuron (ténor), Laurent Naouri (baryton), Billy Eidi (piano), Timpani 2C2064, 2001[3].
- Albert Roussel Complete Chamber Music (3 CD), Hans Roerade (hautbois), Jet Röling (piano), CD 2, Brilliant Classics 8413, 2006.
- 23 Vocalise-Etudes, Harry White (saxophone alto), Edward Rushton (piano), BIS Records 9056, 2016.
- Albert Roussel Edition (CD 9) — Colette Alliot-Lugaz (soprano), Dalton Baldwin (piano), Erato 0190295489168, 2019[4].

### Ouvrages généraux
- Gilles Cantagrel, « Albert Roussel », dans Brigitte François-Sappey et Gilles Cantagrel (dir.), Guide de la mélodie et du lied, Paris, Fayard, coll. « Les Indispensables de la musique », 1994, 916 p. (ISBN 2-213-59210-1), p. 571-577.

### Monographies
- Nicole Labelle, Catalogue raisonné de l'œuvre d'Albert Roussel, Louvain-la-Neuve, Département d'archéologie et d'histoire de l'art, Collège Érasme, coll. « Publications d'histoire de l'art et d'archéologie de l'Université catholique de Louvain » (no 78), 1992, 159 p.
- Hélène Pierrakos, « Catalogue des œuvres », dans École normale de musique de Paris, Jean Austin (dir.), Albert Roussel, Paris, Actes Sud, 1987, 125 p. (ISBN 2-86943-102-3), p. 46–95.
- Damien Top, Albert Roussel : Un marin musicien, Biarritz, Séguier, coll. « Carré Musique », 2000, 170 p. (ISBN 2-84049-194-X).
- Damien Top, Albert Roussel, Paris, Bleu nuit éditeur, coll. « Horizons » (no 53), 2016, 176 p. (ISBN 978-2-35884-062-0).